# Problemas de derechos de autor de YouTube
Los problemas de derechos de autor de YouTube se relacionan con la forma en que el sitio, propiedad de Google implementa sus métodos de protección. Los sistemas están diseñados para proteger la exclusividad de un creador determinado y los derechos para reproducir su trabajo. YouTube utiliza métodos automatizados como advertencias por derechos de autor, Content ID y el Programa de verificación de derechos de autor. Sin embargo, estos métodos han sido criticados por favorecer a las corporaciones y la manifestación de una industria de reclamos de derechos de autor que busca ganancias financieras a través de la explotación de la monetización del contenido subido.
Cuando una persona crea una obra original que se dispone en un medio físico, automáticamente posee los derechos de autor de la obra. El propietario tiene el derecho exclusivo de utilizar la obra de determinadas formas específicas. En respuesta a una demanda de Viacom, el servicio de distribución de videos YouTube desarrolló una herramienta de cumplimiento de derechos de autor conocida como Content ID que escanea automáticamente el contenido subido en una base de datos de material protegido por derechos de autor ingerido por terceros. Si un video subido coincide con algo en la base de datos, YouTube advierte al usuario de la coincidencia y aplica una 'política de coincidencia' predeterminada.

## Inicios
YouTube se ha enfrentado a numerosos desafíos y críticas en sus intentos de lidiar con los derechos de autor, incluido el primer video viral del sitio, Lazy Sunday, que tuvo que tomarse debido a preocupaciones de derechos de autor. En el momento de subir un video, a los usuarios de YouTube se les muestra un mensaje pidiéndoles que no violen las leyes de derechos de autor. A pesar de este consejo, muchos clips no autorizados de material protegido por derechos de autor permanecen en YouTube. YouTube no ve videos antes de que se publiquen en línea, está en manos de los titulares de los derechos de autor emitir un aviso de eliminación de la DMCA de conformidad con los términos de la Ley de Limitación de Responsabilidad por Infracción de Derechos de autor en Línea (Online Copyright Infringement Liability Limitation Act). Cualquier reclamo exitoso sobre infracción de derechos de autor resulta en una advertencia de derechos de autor de YouTube. Tres quejas exitosas por infracción de derechos de autor contra una cuenta de usuario resultarán en la eliminación de la cuenta y de todos sus videos subidos. Organizaciones como Viacom, Mediaset y la Premier League inglesa tienen demandas archivadas contra YouTube, alegando que ha hecho muy poco para evitar la subida de material con derechos de autor. Viacom, exigiendo mil millones de dólares en daños, dijo que había encontrado más de 150.000 clips no autorizados de su material en YouTube que habían sido vistos «una asombrosa cantidad de 1,5 mil millones de veces». YouTube respondió afirmando que «va más allá de sus obligaciones legales el ayudar a los propietarios de contenido a proteger sus obras».
Durante la misma batalla judicial, Viacom ganó una sentencia judicial que requería que YouTube entregara 12 terabytes de datos que detallaran los hábitos de visualización de cada usuario que haya visto videos en el sitio. La decisión fue criticada por la Electronic Frontier Foundation, que calificó la sentencia del tribunal como "un retroceso para los derechos de privacidad". En junio de 2010, la demanda de Viacom contra Google fue rechazada en un juicio sumario, y el juez federal estadounidense Louis L. Stanton declaró que Google estaba protegido por las disposiciones del acta Digital del Milenio para los Derechos de Autor (DMCA). Viacom anunció su intención de apelar la sentencia. El 5 de abril de 2012, la Corte de Apelaciones del Segundo Circuito de los Estados Unidos restableció el caso, permitiendo que la demanda de Viacom contra Google se escuchara nuevamente en la corte. El 18 de marzo de 2014, la demanda se resolvió después de siete años con un acuerdo no revelado.
En agosto de 2008, un tribunal de EE. UU. falló en Lenz v. Universal Music Corp. que los titulares de los derechos de autor no pueden ordenar la eliminación de un archivo en línea sin antes determinar si la publicación refleja uso justo del material. El caso involucró a Stephanie Lenz de Gallitzin, Pensilvania, quien había hecho un video casero de su hijo de 13 meses bailando la canción de Prince «Let's Go Crazy», y publicó el video de 29 segundos en YouTube. En el caso de Smith v. Summit Entertainment LLC, el cantante profesional Matt Smith demandó a Summit Entertainment por el mal uso de avisos de eliminación por derechos de autor en YouTube. Él consolidó siete acciones jurisdiccionales y cuatro se decidieron a favor de Smith.
En abril de 2012, un tribunal de Hamburgo declaró que YouTube podría ser responsable del material protegido por derechos de autor publicado por sus usuarios. La organización de derechos de actuación GEMA argumentó que YouTube no había hecho lo suficiente para evitar la subida de música alemana con derechos de autor. YouTube respondió diciendo:

Seguimos comprometidos con encontrar una solución al problema de las licencias de música en Alemania que beneficie a los artistas, compositores, autores, editores y sellos discográficos, así como a la comunidad de YouTube en general.

El 1 de noviembre de 2016, se resolvió la disputa con GEMA, con el Google Content ID siendo usado para permitir que se agreguen anuncios a videos con contenido protegido por GEMA.
En abril de 2013, se informó que Universal Music Group y YouTube tienen un contrato que evita que se restaure el contenido bloqueado por una solicitud de UMG en YouTube, incluso si la persona que subió el video presenta una contra aviso de la DMCA. Cuando ocurre una disputa, la persona que subió el video debe comunicarse con UMG. El propietario de YouTube, Google, anunció en noviembre de 2015 que ayudaría a cubrir el costo legal en ciertos casos donde crean que se aplican las defensas de uso legítimo.

## ContentID
A fines de 2013, YouTube habilitó la reclamación automática de Content ID en videos subidos por usuarios que estaban contratados en redes multicanales (MCN). Anteriormente, los videos subidos a canales que estaban vinculados a redes multicanales solo se podían reclamar manualmente o remover con una eliminación de DMCA . Esto dio lugar a una gran cantidad de nuevas reclamaciones que de repente dejaron a los usuarios que subían videos sin poder colocar anuncios en sus videos hasta que los disputaran. Usuarios como Angry Joe crearon videos quejándose de los cambios y cómo afectarían negativamente los sustentos de los creadores de videos.
El repentino aumento de las reclamaciones afectó especialmente a los canales que subían contenido con videojuegos (como Let's Plays) y películas (como reseñas).

## Intentos de cumplimiento de los derechos de autor
En 2015, los YouTubers conocidos como Fine Brothers, que producen «videos de reacción», solicitaron registrar la palabra «react» como marca cuando se use en un título de video subido para proteger sus series, como «Kids React» o «Adults React». Una acción que recibió severas críticas de otros Youtubers porque significaría, si tiene éxito, que videos con nombres similares podrían eliminarse de acuerdo con el sistema de derechos de autor de Youtube.
En 2016, los Fine Brothers lanzaron React World. Este era un programa en el que la gente podía usar los iconos de Fine Brothers para hacer sus propios videos de forma gratuita. Sin embargo, todo el contenido «React» subido tenía que monetizarse en YouTube y parte de los ingresos de quien subía el video se pagarían a Fine Brothers. Después de una masiva reacción negativa contra lo que estaban haciendo Fine Brothers, cancelaron el programa y rescindieron sus derechos de autor, marcas registradas y aplicación. Se estima que sus acciones les hicieron perder más de 400.000 suscriptores.

## Rápido crecimiento en reclamos de derechos de autor
Desde que implementó sus nuevas políticas, YouTube ha actuado rápidamente para eliminar videos e incluso canales completos de su sitio cuando recibe reclamos de infracción de derechos de autor. Sin embargo, a pesar de sus mejores intenciones de proteger a los creadores y sus obras, ahora se realizan una gran cantidad de reclamos donde no se han violado las leyes de uso justo.[cita requerida]
En noviembre de 2015, este tema fue muy difundido cuando una reseña de la película Cool Cat Saves the Kids por el canal «I Hate Everything» fue eliminado por YouTube, junto con videos de Channel Awesome y Markiplier. Esto dio lugar a una gran cantidad de quejas contra YouTube en sitios de redes sociales como Twitter. Esto llevó a la directora ejecutiva de YouTube, Susan Wojcicki, a responder tres meses después con un «Gracias a la comunidad de @YouTube por todos los comentarios. Estamos escuchando» en febrero de 2016.
Sin embargo, los videos continuaron siendo eliminados y marcados en el sitio cuando se hicieron reclamos de derechos de autor contra quienes los subieron por usar un presunto uso de material protegido. El 25 de abril de 2016, el YouTuber y crítico de videojuegos independiente Jim Sterling incluyó clips de metraje de Metal Gear Solid V, Grand Theft Auto V y Beyond: Two Souls, así como la canción «Chains of Love», en un video que habla en gran parte Star Fox Zero. Sterling explicó esto al final del video como una forma de evitar que Nintendo reclame y monetice el video al incluir otro material que fue marcado de manera similar por Content ID, con la esperanza de que múltiples reclamos impidan que nadie monetice el video y publique anuncios en su canal, que está destinado a ser libre de publicidad y financiado únicamente por Patreon. En un video de continuación, afirmó que la técnica, que denominó «copyright deadlock» (punto muerto de los derechos de autor), había tenido éxito, ya que el video recibió múltiples reclamos de ContentID, uno de los cuales intentó monetizar el video, mientras que otros dos impidieron cualquier monetización, lo que permitió que el video permanezca sin publicidad. Sterling declaró que esto era indicativo de un sistema mal diseñado por parte de YouTube, ya que un video que estaba dentro de los límites del uso legítimo había atraído tres reclamos de derechos de autor. También afirmó que continuaría incluyendo material que anteriormente había recibido reclamos de Content ID en videos que probablemente atraigan intentos de monetización de los propietarios de los derechos de autor, ya que el uso justo no protege sus videos de reclamos de derechos de autor, y señaló que ahora se sentía incentivado a usar tanto material protegido por derechos de autor en sus videos como sea posible, lo contrario de lo que se pretendía lograr con las políticas de derechos de autor de YouTube.
En mayo de 2016, un usuario de YouTube Matt Hosseinzadeh demandó al canal de YouTube H3h3Productions (dirigido por Ethan y Hila Klein) citando un video que criticaba su contenido. El usuario de YouTube Philip DeFranco inició una recaudación de fondos de GoFundMe titulada «Help for H3H3» (Ayuda para H3H3). La iniciativa recaudó más de $130,000. Más tarde, los Klein subieron un video en el que anunciaron que los fondos de la recaudación que quedaran de su demanda se confiarían a una 'Cuenta de protección de uso justo', a la que otros usuarios podrían solicitar asistencia en caso de que fueran demandados por infracción de derechos de autor.
El 13 de diciembre de 2018, TheFatRat publicó en Twitter que una de sus canciones, «The Calling», era contenido reclamado por un usuario llamado Ramjets por usar injustamente una canción en nombre de Andrés Galvis, quien había remezclado la canción original. Originalmente apeló, pero fue denegado porque no es YouTube, sino el usuario quien reclama el contenido, quien tiene la última palabra sobre la apelación. Envió un mensaje a YouTube para apelar, pero YouTube dijo que no median en las reclamaciones de derechos de autor.
El 30 de enero de 2019, ObbyRaidz, un canal con 6 000 suscriptores, tuiteó que alguien llamado VengefulFlame le había enviado un mensaje diciendo que habían puesto dos advertencias de derechos de autor en su canal (no infringió ningún contenido) diciéndole que pagara $ 150 para eliminar las advertencias, o de lo contrario su canal recibiría una tercera advertencia y sería eliminado. Cuando lo tuiteó, VengefulFlame le envió un mensaje: «Oye, te vimos tuitear sobre nosotros, no estoy seguro de por qué pensaste que era una buena idea o si pensabas que recibirías remotamente alguna ayuda, pero esto ha violado cualquier acuerdo potencial. Disfrute de tu tercera advertencia por derechos de autor». Kenzo, un canal con 60 000 suscriptores, dijo que VengefulFlame también le envió un mensaje para decirle que pagara $600 o $400 en bitcoins y dijo que alguien más les había pagado para ponerles una advertencia. Sin embargo, YouTube intervino, resolvió las advertecias y eliminó el canal.
En junio de 2019, el cantante indonesio Denny Caknan con su canción «Kartonyono Medot Janji» afirmó por los sellos discográficos indicando que el contenido se hizo puramente en el estudio. Por el contrario, en la entrevista con Anji, que también es un cantante indonesio con 3,45 millones de suscriptores en su cuenta privada, Denny declaró que no está registrando su música en ninguna discográfica. «Se eliminó el reclamo falso, pero después de solo un mes, un reclamo de derechos de autor volvió a aparecer en mi video de la canción». Esto se debe en gran parte a la política de que YouTube puede aceptar fácilmente que una empresa sea propietaria del video mientras que no lo sea. [19]
En enero de 2020, Jukin Media fue criticado por extorsionar a los YouTubers (MxR y Potastic Panda) de que no pagan $6 000 por infracción de derechos de autor. En este caso,  en uno de los video reacción de la pareja los vieron mirando cuatro clips comprados recientemente por Jukin Media, que les envió de inmediato una factura por cuatro casos de infracción de sus derechos de autor. Jukin Media busca videos en línea que se vuelven virales y los licencia. Liang expresó en un video publicado el 13 de enero de 2020, su preocupación de que la pareja estaba siendo «extorsionada» y podría perder su canal si Jukin Media contactaba a Google con los cuatro reclamos a la vez, ya que esto podría romper la regla de los «tres strikes» de YouTube. Agregó que la pareja había pagado previamente a Jukin Media cuando exigió efectivo por material con derechos de autor.
Después de una revelación en octubre de 2020 de que un camión en un video de «conducción autónoma» en realidad estaba rodando colina abajo, Nikola Corporation emitió avisos de eliminación contra varios videos que usaban esas imágenes.

## Incidentes notables
- En 2016, un canal de YouTube conocido como NintendoGamingHD marcó videos por infracción de derechos de autor contra videos propiedad de otro usuario de YouTube, VideoGamePhenom, lo que resultó en la eliminación de casi 60 videos. Esto ha ocurrido varias veces en incidentes separados, lo que resultó en la cancelación de VideoGamePhenom, a pesar de los esfuerzos por regresar. Cinco años desde que comenzó este incidente, NintendoGamingHD volvió a marcar videos por derechos de autor, lo que resultó en la eliminación de 451 videos que eran propiedad de VideoGamePhenom.